# پوتوماک ۱۳۴۵
سیارک ۱۳۴۵ (به انگلیسی: 1345 Potomac، نامگذاری:1908CG) هزار و سیصد و چهل و پنجمین سیارک کشف شده‌است که در ۴ فوریه ۱۹۰۸ کشف شد.
قدر مطلق سیارک برابر ۹٫۷۳ است.